# Jules Faure
Jules Charles Joseph Faure (Nijmegen, 12 juni 1915 – Brasschaat, 29 april 1997) was een Nederlands politicus van de KVP.
Hij werd geboren als zoon van Henri Jules Faure (1871-1947, boekhouder gasfabriek) en Maria Louise Brendel (1871-1960). Hij deed gymnasium bij het Canisius College in zijn geboorteplaats en ging daarna eveneens in Nijmegen rechten studeren. In 1940 onderbrak hij die studie aan de Roomsch Katholieke Universiteit Nijmegen toen hij hoofd werd van het Gennepse bijkantoor van het Gewestelijk Arbeidsbureau (G.A.B.). Om principiële redenen heeft hij die functie in 1942 neergelegd en na de bevrijding van Nijmegen werd hij secretaris bij het Militair Gezag. In 1947 is hij alsnog afgestudeerd in de rechten en in die periode werd hij secretaris van het Mgr. Hoogveld Instituut. Het jaar erop werd hij secretaris van de Katholieke Jonge Werkgeversvereniging (KJWV). In augustus 1954 werd Faure benoemd tot burgemeester van Geertruidenberg. In de zomer van 1971 deelde hij mede per 15 augustus ontslag te hebben aangevraagd vanwege problemen met de gemeenteraad en wethouders. Hij gaf toen aan zich eerst een half jaar aan zijn hobby's te gaan wijden en van plan te zijn daarna werk te gaan zoeken in de sociaal-maatschappelijke richting. Vrijwel meteen na zijn ontslag verhuisde hij naar het Belgische Brasschaat waar hij in 1997 op 81-jarige leeftijd overleed. 